# Club royal des gastronomes de Belgique
Le Club royal des gastronomes de Belgique est un club de gastronomie belge, officiellement fondé à Bruxelles le 31 décembre 1938 sous l'impulsion de Maurice Sailland, par un groupe de personnalités belges et françaises placées sous la présidence de Monsieur Pierre Morren. C'est en 1997 que le Club acquit son titre royal par brevet du roi Albert II.
Mais ses origines sont plus anciennes. Le Club des Gastronomes est l’émanation d’une association sans but lucratif, le “Club de la Bonne Auberge”, elle-même issue de la section belge de l’association française “Ligue des Cent mille” pour la défense du bon manger. La “Ligue des Cent mille” fut créée en France en 1928 et l’un de ses présidents fut l’Écrivain-gastronome Paul Reboux. C’est sous l’impulsion de Curnonsky, Prince élu des Gastronomes, que P. de Carsalade, français d’origine et domicilié à Bruxelles, fonda la section belge de la “Ligue des Cent mille” en 1931 à Bruxelles. Le dîner de “baptême” eut lieu au Grand Hôtel du boulevard Anspach sous la présidence de Curnonsky.
P. de Carsalade présida aux destinées de la “Ligue des Cent mille” et du “Club de La Bonne Auberge” jusqu’à son décès, en novembre 1938.
Le Club est membre de l’Académie Internationale de la Gastronomie depuis 1996 et, à ce titre, représente la gastronomie belge sur le plan international.

Selon André Jadin, ancien président, le portrait du membre idéal peut être brossé comme suit : 
« Curieux de tout ce qui touche à l’art d’être à table, il s’efforce d’analyser ses sensations visuelles, olfactives et gustatives, d’apprécier les harmonies ou les contrastes de ce qui lui est présenté. Il aime déguster dans un cadre agréable à une table dressée avec goût et en compagnie de convives qui partagent son amour des bonnes choses. Il est sensible à la chaleur de l’accueil qu’on lui réserve, écoutant toutes les suggestions et n’en rejetant aucune a priori, sauf... s’il se sait allergique.
Il n’hésite pas à parcourir des dizaines de kilomètres pour déguster les plus suaves asperges de Malines récoltées par le maraîcher d’en face ou les langoustines à la chair la plus délicate encore toutes humides d’eau de mer. Il n’oublie jamais de témoigner sa reconnaissance à ceux qui ont œuvré pour son bonheur, sachant à la fois louer et suggérer. Il s’intéresse à la préparation des plats et, s’il est doué, n’hésite pas à mettre la main à la pâte pour faire d’autres heureux. Conscient que les vraies joies se partagent et que la table devient le dernier refuge d’un certain art de vivre, il est sensible à l’amitié qui peut lier les convives, sachant à la fois les écouter et leur parler. »
Le Club organise régulièrement, en principe mensuellement, des déjeuners et des dîners dans des restaurants sévèrement sélectionnés par le Conseil d’Administration. Le Président ou un Administrateur porte l’entière responsabilité de l’organisation de chacune des manifestations. Chaque année, un voyage est organisé dans une région viticole ou présentant un intérêt gastronomique notable.
Le Club a, pendant de nombreuses années, fait paraitre une revue. Le 30 juin 1933, on salua le premier numéro d’une revue hebdomadaire de Pâques à octobre : “La Bonne Auberge”. En 1938, elle devint bimensuelle. À partir du 1er janvier 1939, le Club des Gastronomes eut son bimensuel : “La Bonne Table”. Après la guerre, elle changea de nom et devint “L’Échanson des Gourmets”, dont le dernier numéro parut en janvier 1962.
À partir de 1955, le Club commença à attribuer deux prix aux restaurateurs  des “César “ et des “Oscar” à des restaurateurs, des cuisiniers, des maîtres d’hôtel, des sommeliers, des maisons ou des artisans qui sont l’honneur de leur profession et dont les talents ont pu être appréciés lors de réunions du Club. Dans les années 1990, ces prix ont été renommés en « Prix Crystal » et « Prix de Haute Gastronomie ». Plus récemment le prix de Haute gastronomie a été abandonné pour laisser place au « Prix au Chef de l’Avenir » soutenu par l’Académie Internationale de la Gastronomie.